# Eristalis abusiva
Eristalis abusiva là một loài ruồi trong họ Ruồi giả ong (Syrphidae). Loài này được Collin mô tả khoa học đầu tiên năm 1931. Eristalis abusiva phân bố ở vùng Cổ Bắc giới

## Hình ảnh

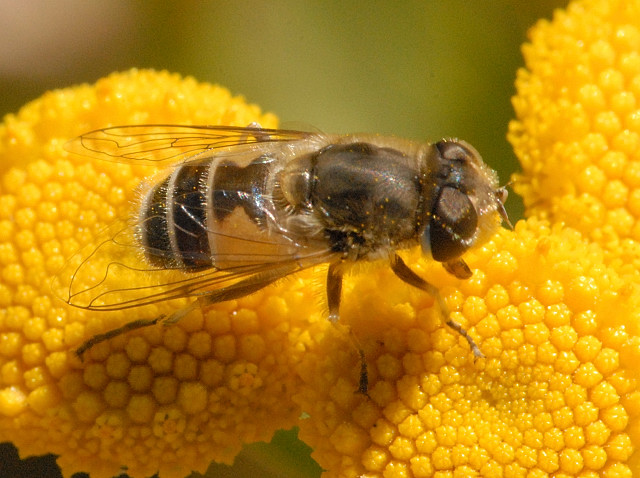
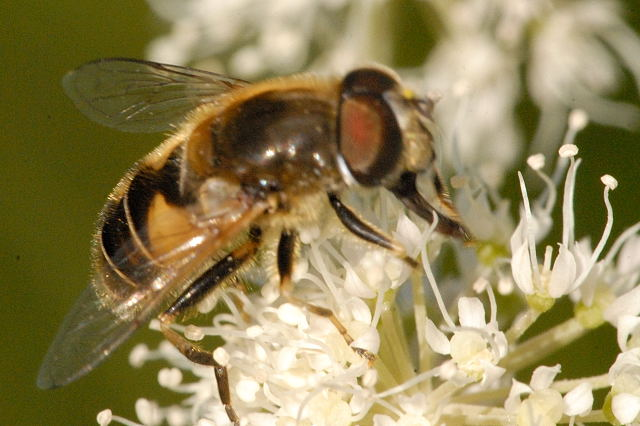